# آدولان-ا-لو-ول-دو-بیتن
آدولان-اِ-لو-وَل-دو-بیتِن (به فرانسوی: Adelans-et-le-Val-de-Bithaine) یک کمون در فرانسه است که در Canton of Lure-Nord واقع شده‌است.

## خصوصیات
آدولان-ا-لو-ول-دو-بیتن ۱۷٫۳۰ کیلومترمربع مساحت و ۳۲۵ نفر جمعیت دارد.